# 芥川山城
芥川山城（日语：／ Akutagawasan-jō *）是一座位於日本大阪府高槻市（舊為攝津國嶋上郡）的城
。
別名為芥川城、原城、三好山城。續日本100名城之一。

## 概要

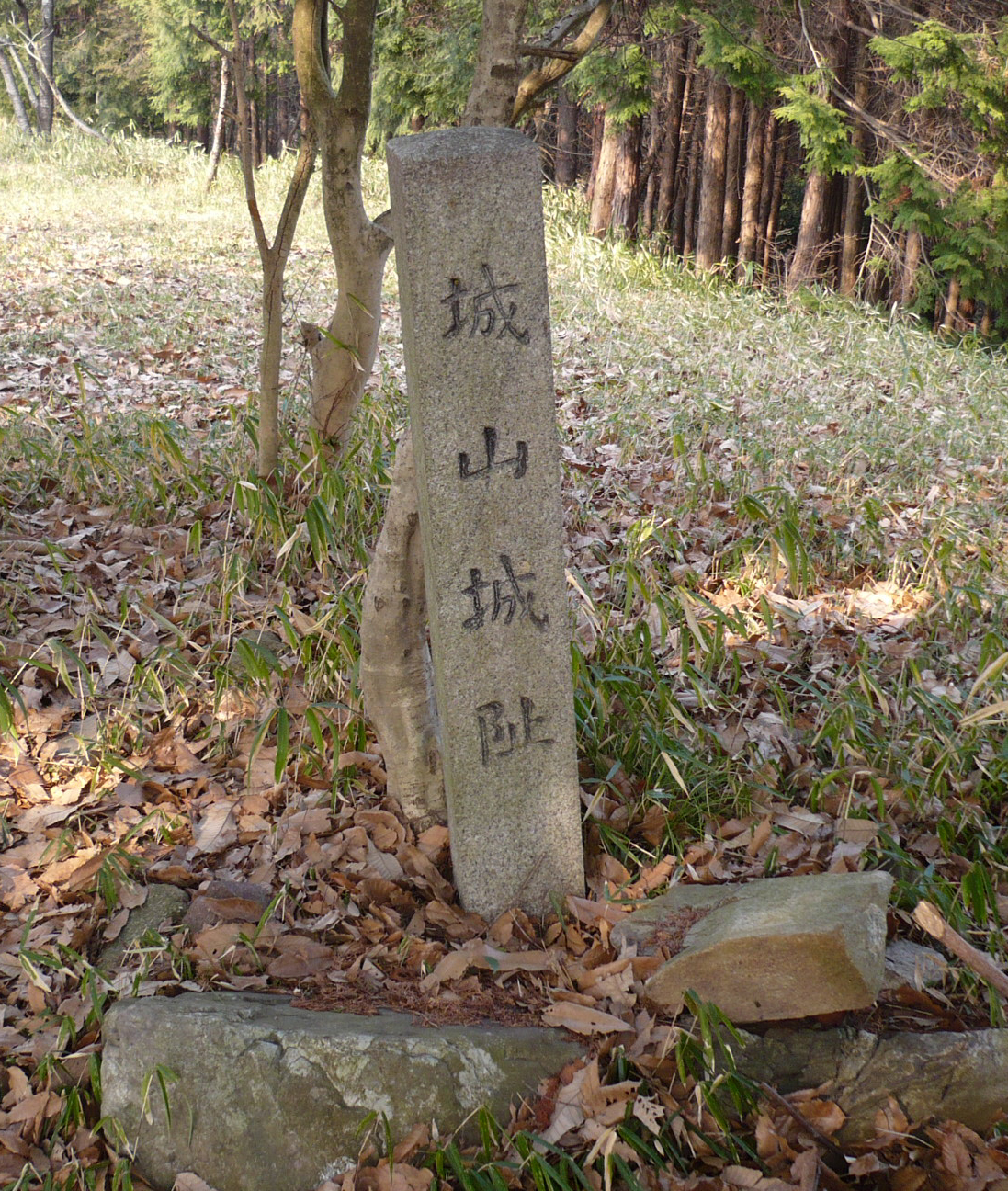
芥川山城之石碑

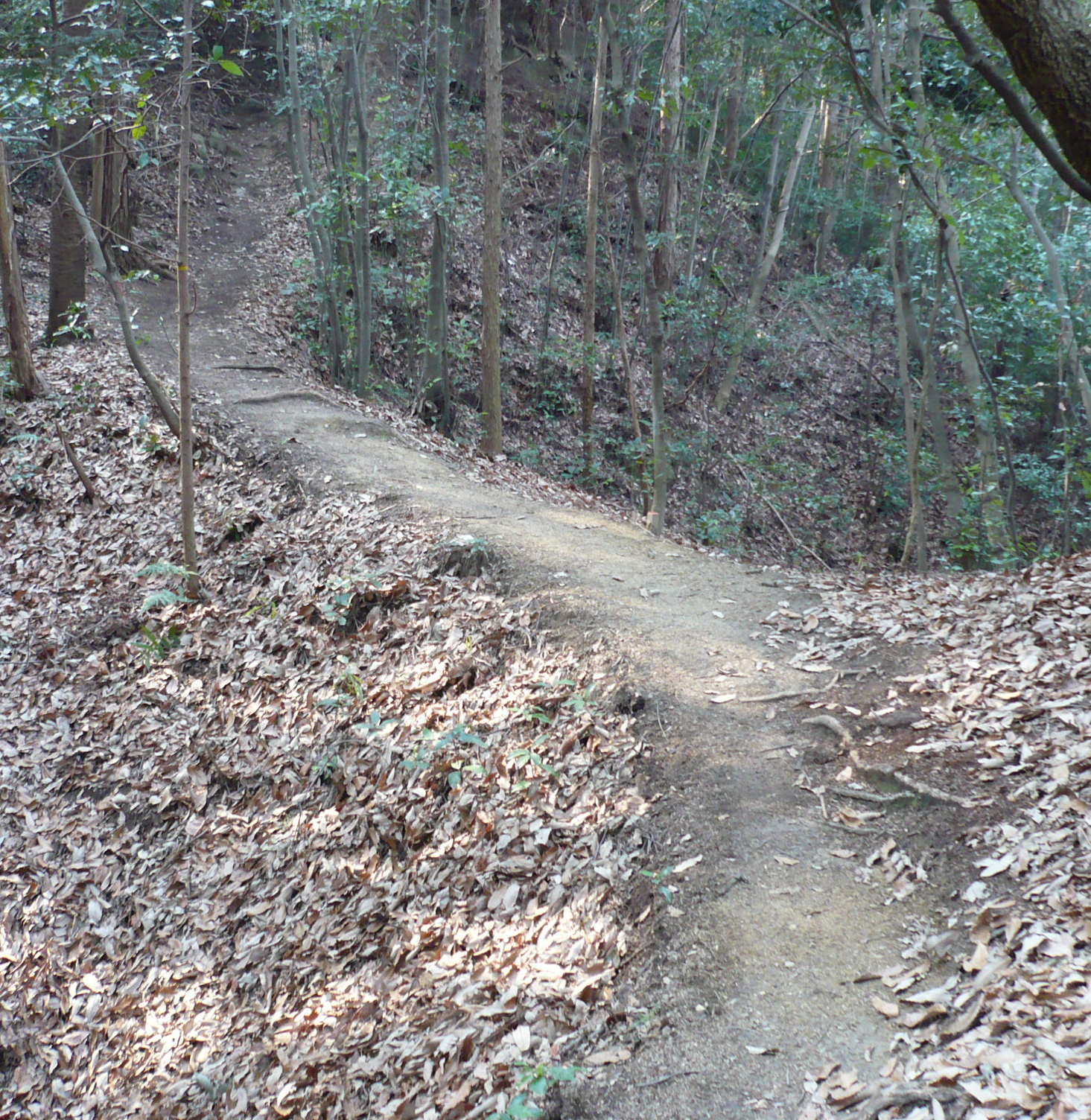
土橋跡

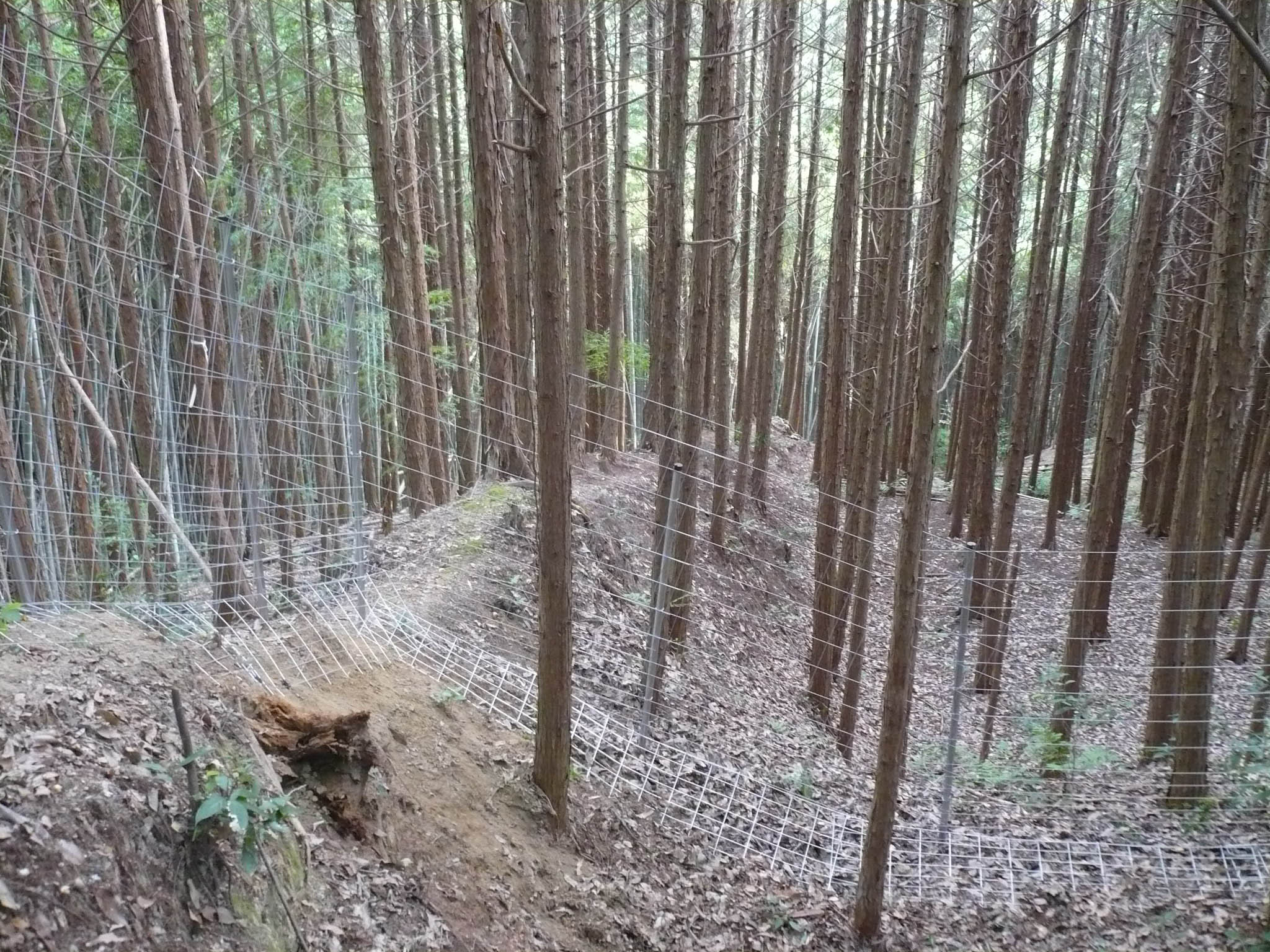
豎土壘跡

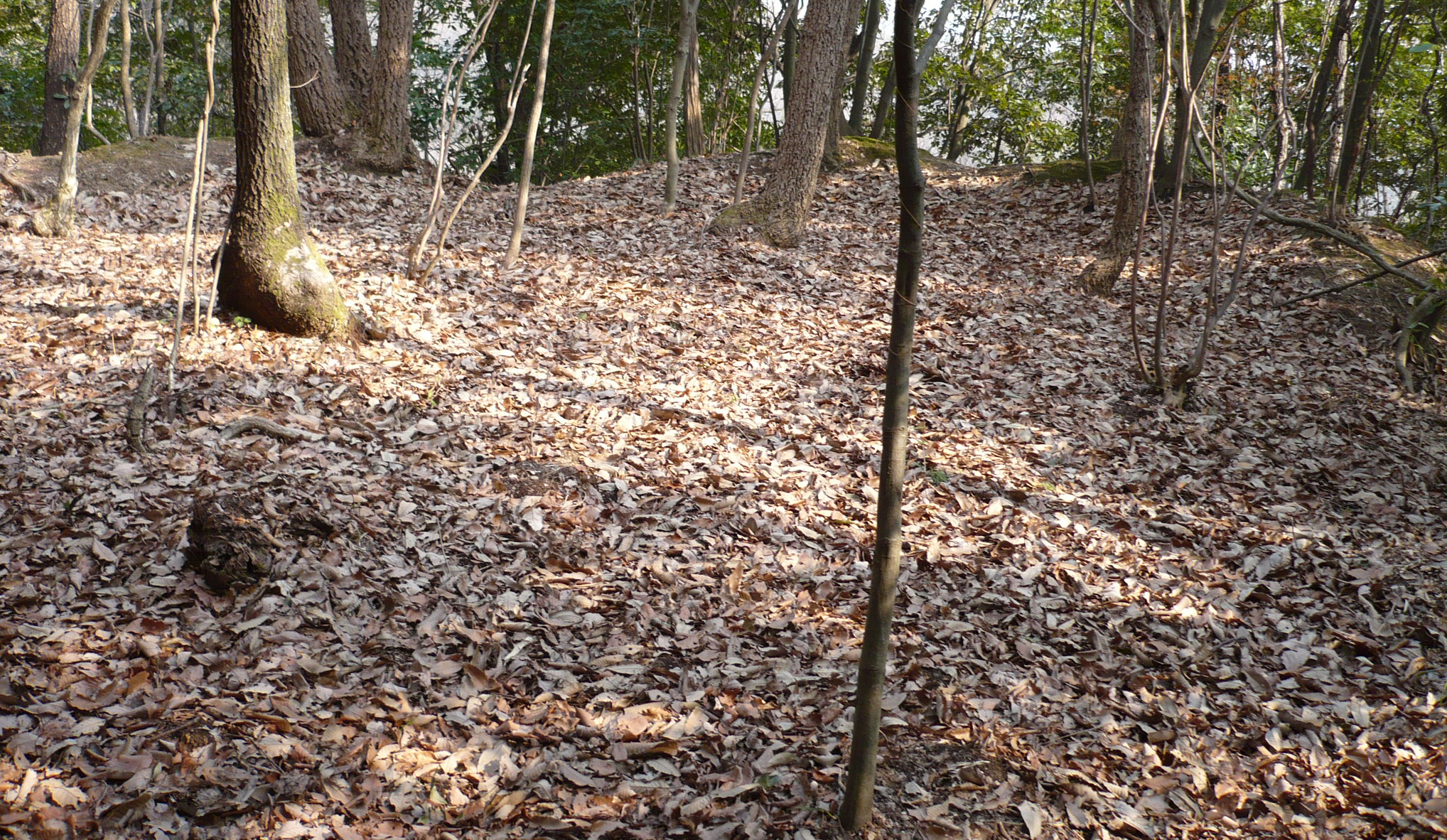
出丸

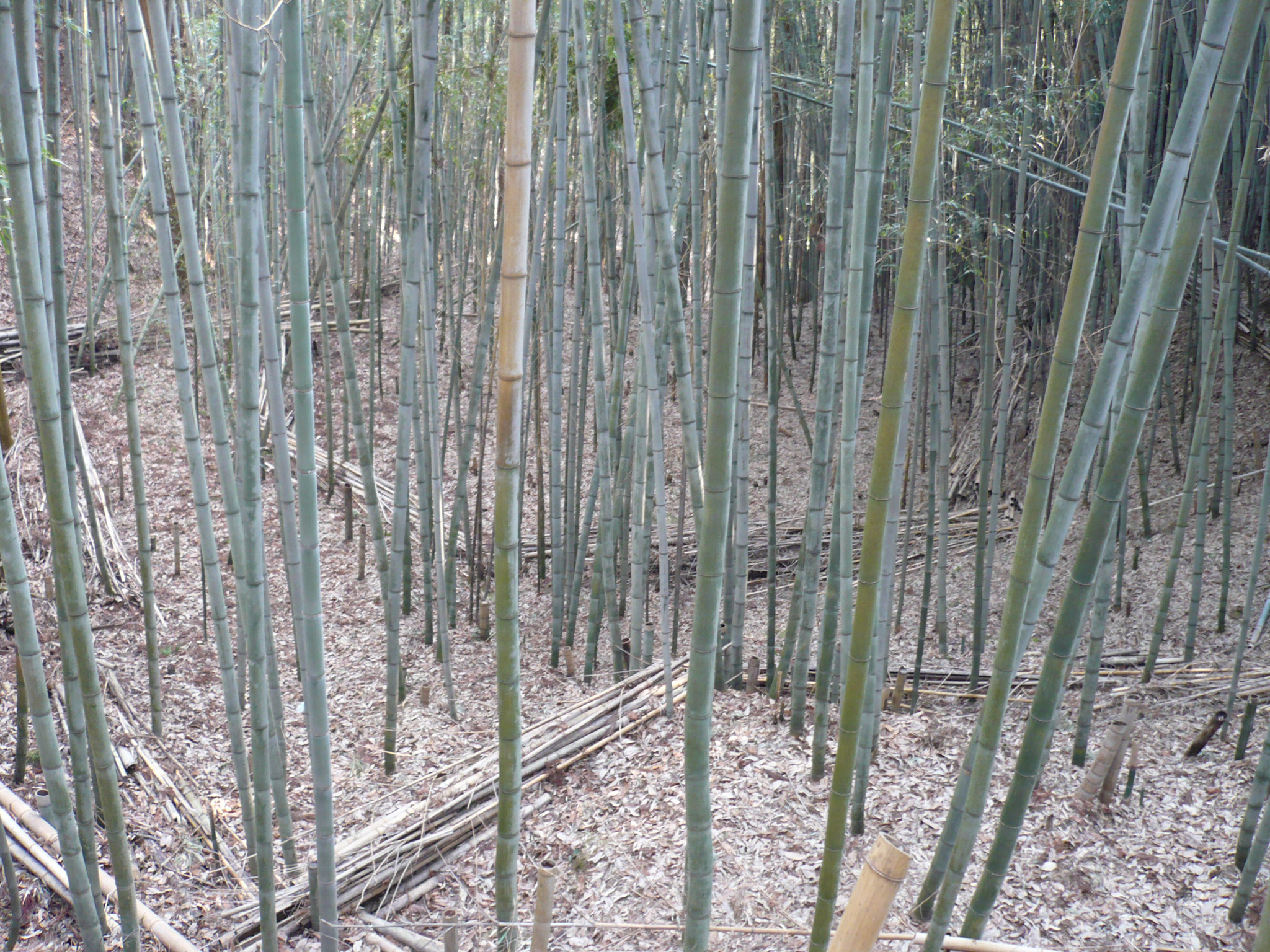
虎口跡

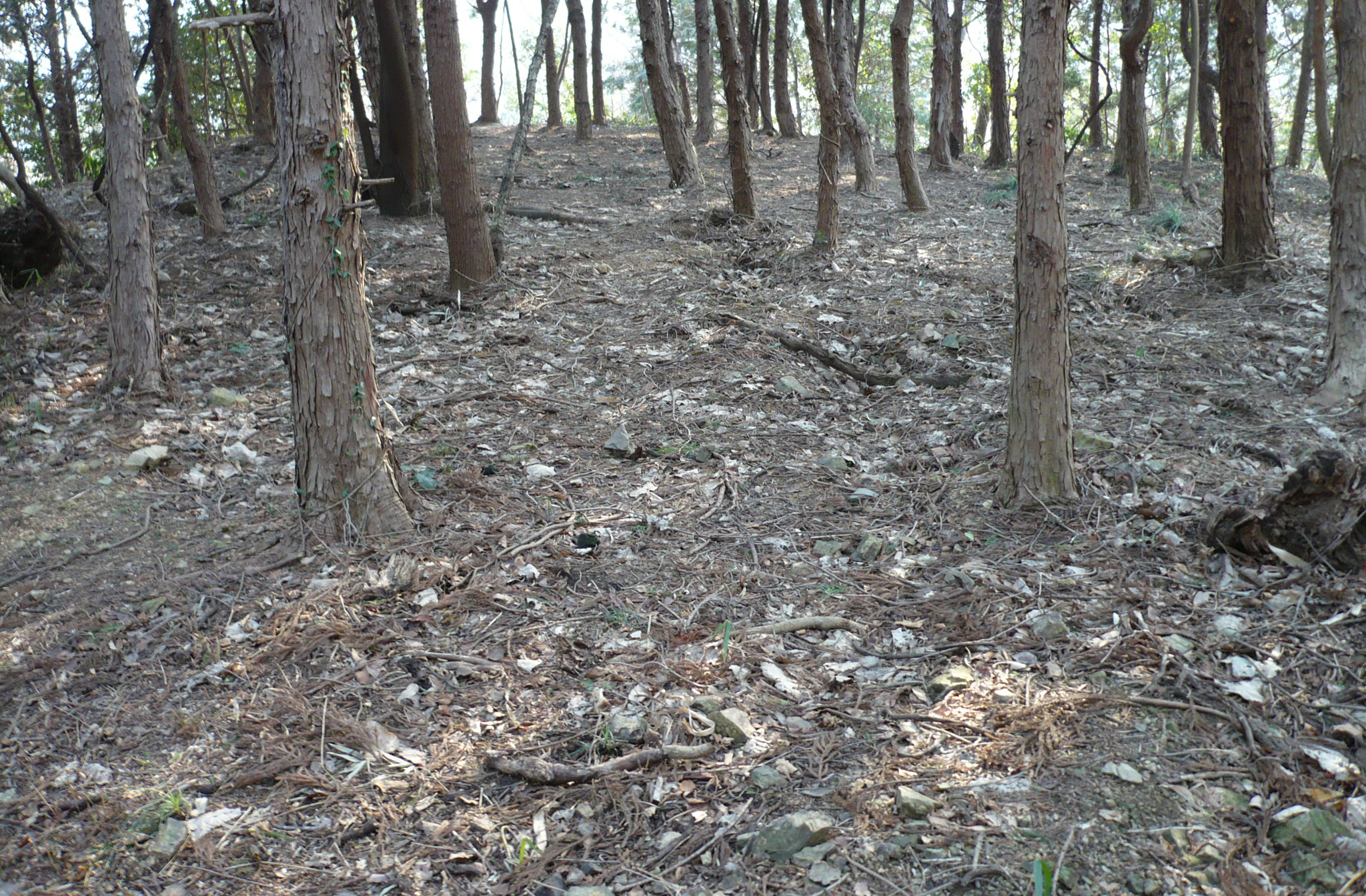
田之丸

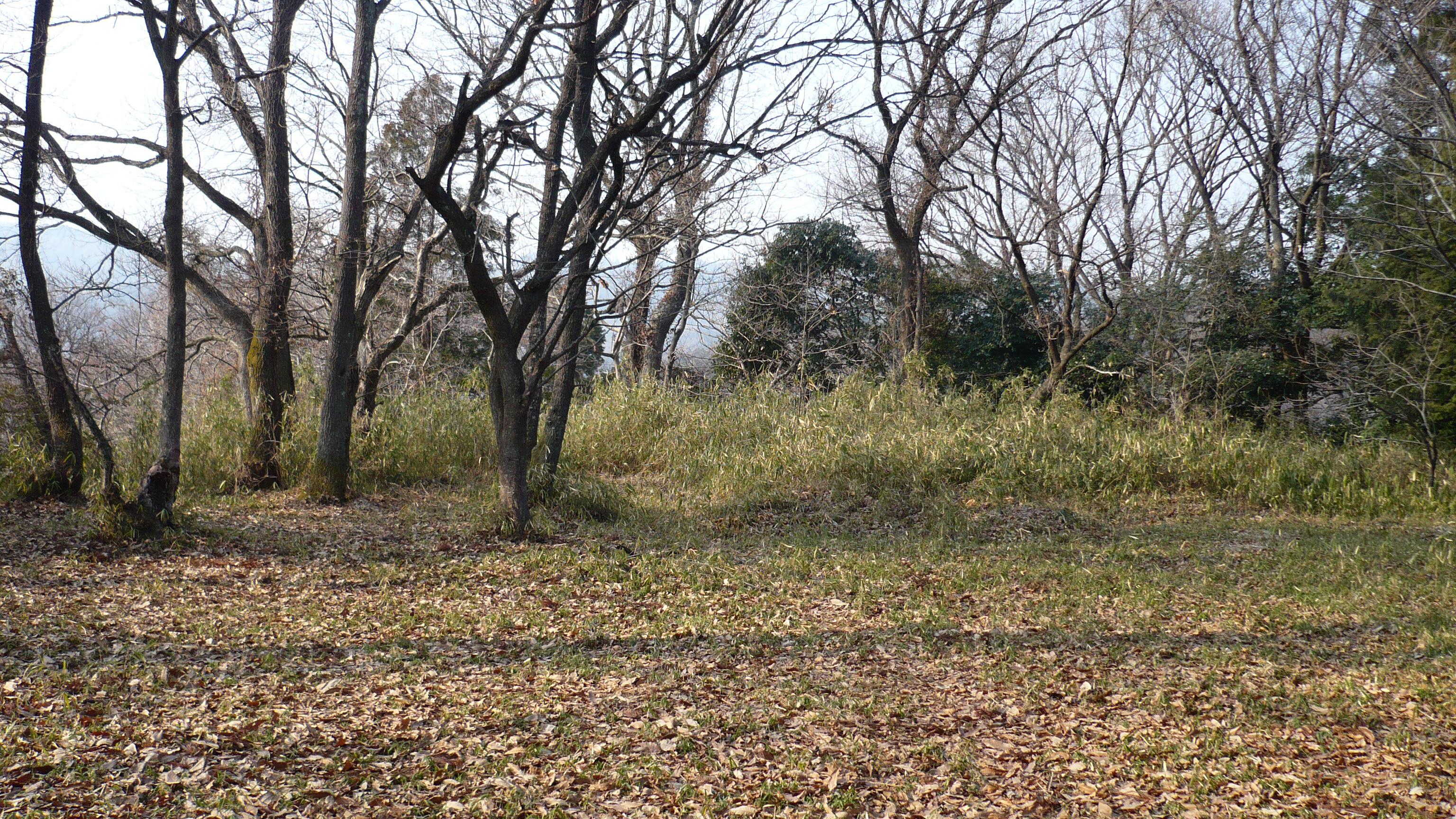
本丸

芥川山城為位於海拔約182.6公尺高的三好山上之連郭式山城，東邊緊鄰著標高192.3公尺的帶仕山，其餘三方則為以攝津峽為名的溪谷所包圍著。主要分為三個區域，由東至西為（1）有土橋和豎土壘跡的東曲輪群（2）有出丸和虎口跡的中央曲輪群（3）有田之丸和本丸的西曲輪群。

## 歷史

### 室町時代、安土桃山時代
芥川山城在永正12年（1515年）至翌年間，由細川高國所建造
。
築城原因為當時高國正與細川澄元對立，因而在攝津設立一重要據點。築城後城主由因幡守能勢氏擔任。大永6年（1526年），因細川尹賢向高國進讒，匯報香西元盛有謀反之意，而導致元盛遭到殺害。之後波多野稙通和柳本賢治兩位兄長知其事後，與細川晴元聯合攻打細川高國，聯軍勢如破竹連下丹波、攝津、山城諸城，並迫使高國從京都逃至近江，其中芥川山城亦遭攻陷。（桂川原之戰）
天文2年（1533年），細川晴元入城，視芥川山城為守護所。同5年（1536年）晴元離開該城，前往京都就任管領。同8年（1539年），三好長慶進入京都，驅逐當時的將軍足利義晴，後來長慶與晴元兩人協議，派晴元方的藥師寺元一進入芥川山城。之後晴元與同氏族的細川氏綱產生紛爭，於15年（1546年）氏綱奪取芥川山城，翌年三好軍包圍該城，迫使氏綱開城，芥川山城也變為三好氏的支配下。
當時三好氏家主三好長慶委任芥川孫十郎擔任城主。但在天文22年（1553年）孫十郎舉兵謀反，長慶選在帶仕山佈營，與芥川軍進行籠城戰，之後城內不敵糧食短缺而降服，長慶也入城親自擔任城主。永祿3年（1560年），長慶將居城移至飯盛城，其兒三好義興接任芥川城城主與家督之位。但義興於6年（1563年）因病去世，翌年長慶也隨之而逝，之後城主改由三好長逸擔負。
永祿11年（1568年），織田信長擁立足利義昭開始上洛，三好氏因不敵織田軍的攻勢，選擇棄城逃跑，芥川山城因此成為織田氏的據點，城主也改由義昭的重臣和田惟政就任。翌年三好三人眾發動本圀寺之變，惟政在這次戰役中戰功彪炳，被授予高槻城等城池，在惟政進入高槻城後，由家臣高山友照接任城主。元龜2年（1571年），惟政與荒木村重、中川清秀之間爆發白井河原之戰，惟政在此戰役中戰死，高槻城城主則由其兒和田惟長接任。高山友照和高山右近父子倆藉此機會奪取高槻城，並當上高槻城城主，芥川山城則遭廢城。

### 近代
平成5年（1993年），高槻市教育委員會在本丸處發現以基石為底東西約6.6公尺、南北約3.9公尺的建物遺跡，推定此遺跡作為御殿使用。
平成29年（2017年），被選為續日本100名城（159號）。
令和2年（2019年），高槻市立埋藏文化財調査中心在本丸南側約60平方公尺的區域發現四邊皆為4.2公尺的建物遺跡，在此遺跡中發掘基石和圍繞著基石名為「塼」的磚瓦，推斷是在三好長慶擔任城主之時建造。依照規模和形狀推測，此建物除了作為儲藏米和財物的土藏之外，也可作為向平民展示領主權力的象徵物。另外也出土燈明皿、天目茶碗、石硯、土師器、研磨缽等200多件文物，表示著芥川山城不僅是執行政務之處，亦是長慶和家臣們的生活場所。

令和4年（2022年），根據前面的發掘調查，文化審議会認定芥川山城在戰國時代末期的政治和軍事方面可視為重要的文化遺產，因此向文部科學大臣提報該城能指定為國之史跡
。

## 歷代城主
| 就任期間   | 氏族     | 城主       |
| ---------- | -------- | ---------- |
| 1516～1523 | 能勢氏   | 能勢賴則   |
| 1523～1527 | 能勢氏   | 能勢國賴   |
| 1533～1539 | 細川氏   | 細川晴元   |
| 1539～1546 | 藥師寺氏 | 藥師寺元一 |
| 1546～1547 | 細川氏   | 細川氏綱   |
| 1547～1553 | 三好氏   | 芥川孫十郎 |
| 1553～1560 | 三好氏   | 三好長慶   |
| 1560～1563 | 三好氏   | 三好義興   |
| 1563～1568 | 三好氏   | 三好長逸   |
| 1568～1569 | 和田氏   | 和田惟政   |
| 1569～1573 | 高山氏   | 高山友照   |

## 交通方式
電車和公車
- 由JR西日本東海道本線（JR京都線）高槻站北口出站後，搭乘高槻市營巴士（日语：高槻市交通部），之後於「上の口」下車，徒步約走10分。

汽車
- 由名神高速公路和新名神高速公路之高槻JCT/IC（日语：高槻ジャンクション・インターチェンジ）下交流道，行駛約15分。

## 備註
1. 1 2 3  仁木宏、福島克彦. . 日本: 吉川弘文館. 2015-02-23. ISBN 9784642082648 （日语）.
2. 1 2 3 4  .   [2022-08-23]. （原始内容存档于2022-08-23）.
3. ↑  .   [2022-08-23]. （原始内容存档于2022-08-23）.
4. ↑  .   [2022-08-23]. （原始内容存档于2021-07-28）.
5. ↑  .   [2022-08-23]. （原始内容存档于2022-07-18）.

## 外部連結
- 芥川山城 （页面存档备份，存于） - 高槻市公所網站
- 三好山・芥川山城跡 （页面存档备份，存于） - 芥川市觀光協會官方網站